# Фрибурский фуникулёр
Фри́бурский фуникулёр (фр. Funiculaire de Fribourg, нем. Standseilbahn Freiburg), фуникулёр Нойвиль — Сан-Пьер (фр. Funiculaire Neuveville - St-Pierre, нем. Standseilbahn Neuveville–Saint-Pierre) — фуникулёр с водяным балластом, соединяющий районы Фрибура Нойвиль (фр. Neuveville) и Сан-Пьер (фр. St-Pierre).

## История
Фуникулёр был открыт в 1899 году и использовался, в основном, работниками предприятий, расположенных рядом с ним.

## Принцип действия
Две кабины фуникулёра двигаются в противофазе. Под верхней кабиной располагается цистерна, заполняемая сточными водами города. Вес отходов тянет верхнюю кабину вниз, одновременно поднимая другую кабину вверх. После прибытия кабины на нижнюю станцию цистерна опорожняется.

## Статус
Система имеет статус исторического памятника.